# 攻頂High Jump
《攻頂High JUMP》（いただきハイジャンプ）。由日本傑尼斯事務所旗下團體Hey!Say!JUMP冠名主持播出，並且是Hey!Say!JUMP在富士電視台的首個冠名節目。第一期於2014年12月29日深夜1：00~2：00播出。因為播出後反應非常好，求常規化的呼聲很高，所以2015年6月10日25：45～26：15(深夜1:：45~2：45)放送第二期作为正式常規化前的SP，並在節目最後以驚喜的形式宣布節目將於7月開始常規化，放送時間為每周三深夜25:40～26:10播出(日本)。2017年十月開始，放送時間改為每周六14:00~14:30播出。 後改為每周六10:25～11:05 播出。

## 節目簡介
《攻頂High JUMP》是為Hey!Say!JUMP將要解決世間的一切大事件所製作在富士電視台的冠名節目。為了把事情一件一件的努力解决，JUMP的成員都會全力以赴，目標是攻頂藝能界，所以節目名稱命名為「攻頂High JUMP」

## 節目列表
}